# Don Henley
Donald Hugh (Don) Henley (Gilmer (Texas), 22 juli 1947), opgegroeid in Linden (Texas), is een rockmuzikant die vooral bekend is als drummer en een van de leadzangers van de Amerikaanse band Eagles. Henley zong veel bekende Eagles-hits, waaronder: Hotel California, Witchy Woman, One of These Nights, Desperado, Life in the Fast Lane en The Long Run. Met Eagles heeft Henley wereldwijd meer dan 150 miljoen albums verkocht en zes Grammy Awards gewonnen, naast de drie Grammy's die Henley voor zijn solowerk heeft ontvangen. Naast zijn carrière met Eagles heeft Henley een succesvolle solocarrière, waarmee hij wereldwijd meer dan 10 miljoen albums verkocht en tijdens de jaren-80 grote hits scoorde waaronder: The Boys of Summer, Dirty Laundry, The End of the Innocence, New York Minute en The Heart of the Matter. Hij bracht in totaal vijf soloalbums uit, waarvan zijn laatste album: Cass County uit 2015, de eerste plaats van de Amerikaanse countrycharts bereikte.

## Carrière

### Eagles
Don Henley verhuisde in 1970 van Linden (Texas) naar Los Angeles, om een album met zijn vroegere band Shiloh op te nemen. Kort daarna ontmoette Henley Glenn Frey. Beiden werden leden van de begeleidingsband van Linda Ronstadt en richtten in 1971 Eagles op. Het eerste album van Eagles, met daarop de hit Take It Easy kwam uit in 1972. Die band ging van 1980 tot 1994 uiteen. Henley was betrokken bij de compositie van de bekendste nummers van de Eagles, als Desperado, One of These Nights en Hotel California.

### Solocarrière
Na het uiteengaan van Eagles begon Henley een succesvolle solocarrière. Zijn eerste soloalbum verscheen in 1982 en heette I Can't Stand Still. De verkoop was matig, maar twee jaar later volgde al het album Building the Perfect Beast, dat opviel door het gebruik van synthesizers en zich daardoor enigszins distantieerde van de countryrock-klank van Eagles. De single The Boys of Summer bereikte de eerste plaats in de hitparade van de Billboard. Het daaropvolgende album, The End of the Innocence, kwam uit in 1989. Voor de daarvan afkomstige titeltrack (geschreven met Bruce Hornsby) ontvangt hij een Grammy Award. Daarna kwam er een tijd geen soloalbum meer, omdat Henley bezig was met de reünie(tournee) van Eagles.
In 1995 verscheen het Greatest Hits-album Actual Miles: Henley's Greatest Hits, met daarop twee nieuwe liedjes en een bonusnummer. In 2000 kwam een nieuw soloalbum uit, getiteld Inside Job. In 1998 werd hij met Eagles in de Rock and Roll Hall of Fame opgenomen.
Na 15 jaar bracht Henley in 2015 een nieuw album uit met de naam Cass County, wat verwijst naar de regio waar hij opgroeide. Op het album zingt Henley diverse duetten met onder andere: Dolly Parton, Mick Jagger, Merle Haggard en Martina McBride. Er zijn veel country, americana en blues-invloeden te horen en Cass County bereikte de eerste plaats van de Amerikaanse countrycharts.

## Discografie

### Albums
| Album met eventuele hitnotering(en) in de Nederlandse Album Top 100 | Datum van verschijnen | Datum van binnenkomst | Hoogste positie | Aantal weken | Opmerkingen   |
| ------------------------------------------------------------------- | --------------------- | --------------------- | --------------- | ------------ | ------------- |
| I Can't Stand Still                                                 | 1982                  | 21-08-1982            | 16              | 6            |               |
| Building the Perfect Beast                                          | 1984                  | 26-01-1985            | 12              | 14           |               |
| The End of the Innocence                                            | 1989                  | 08-07-1989            | 64              | 11           |               |
| Inside Job                                                          | 2000                  | 03-06-2000            | 86              | 2            |               |
| The Very Best of Don Henley                                         | 2009                  | 04-07-2009            | 26              | 8            | Verzamelalbum |
| Cass County                                                         | 2015                  | 03-10-2015            | 5               | 9            |               |

### Singles
| Single met eventuele hitnotering(en) in de Nederlandse Top 40 | Datum van verschijnen | Datum van binnenkomst | Hoogste positie | Aantal weken | Opmerkingen     |
| ------------------------------------------------------------- | --------------------- | --------------------- | --------------- | ------------ | --------------- |
| The Boys of Summer                                            | 1985                  | 16-02-1985            | 26              | 4            |                 |
| The End of the Innocence                                      | 1989                  | 22-07-1989            | tip17           | -            |                 |
| New York Minute                                               | 1989                  | 25-11-1989            | tip2            | -            |                 |
| Sometimes Love Just Ain't Enough                              | 1992                  | 03-10-1992            | tip4            | -            | met Patty Smyth |

### NPO Radio 2 Top 2000
| Nummers met noteringen in de NPO Radio 2 Top 2000 | '99 | '00 | '01 | '02 | '03 | '04 | '05 | '06  | '07  | '08  | '09  | '10  | '11  | '12  | '13  | '14  | '15  | '16  | '17  | '18  | '19  | '20  | '21  | '22  | '23  | '24  |
| ------------------------------------------------- | --- | --- | --- | --- | --- | --- | --- | ---- | ---- | ---- | ---- | ---- | ---- | ---- | ---- | ---- | ---- | ---- | ---- | ---- | ---- | ---- | ---- | ---- | ---- | ---- |
| New York Minute                                   | -   | -   | -   | -   | -   | -   | -   | 1295 | 1148 | 1843 | 1296 | 1380 | 1143 | 1234 | 1208 | 1106 | 1286 | 1320 | 1437 | 1894 | 1627 | 1709 | 1824 | 1709 | 2000 | 1693 |
| The Boys of Summer                                | 443 | 409 | 543 | 338 | 359 | 359 | 438 | 470  | 562  | 429  | 516  | 597  | 509  | 661  | 456  | 485  | 508  | 500  | 557  | 580  | 615  | 604  | 630  | 648  | 686  | 635  |

1. ↑  Een '-' betekent dat het nummer niet was genoteerd en een vetgedrukt getal geeft de hoogste notering van een nummer aan.

### Dvd's
| Dvd's met hitnoteringen in de Nederlandse Music Top 10 | Datum van verschijnen | Datum van binnenkomst | Hoogste positie | Aantal weken | Opmerkingen |
| ------------------------------------------------------ | --------------------- | --------------------- | --------------- | ------------ | ----------- |
| Live - Inside Job                                      | 2002                  | 16-03-2002            | 6               | 2            |             |

## Discografie Eagles
- Eagles (1972)
- Desperado (1973)
- On the Border (1974)
- One of These Nights (1975)
- Their Greatest Hits (1971-1975) (1976)
- Hotel California (1976)
- The Long Run (1979)
- Eagles Live (1980)
- Eagles Greatest Hits, Vol. 2 (1982)
- The Very Best of Eagles (1994)
- Hell Freezes Over (1994)
- Selected Works: 1972-1999 (1999)
- The Very Best of Eagles (2001)
- The Complete Greatest Hits (2003)
- Long Road Out of Eden (2007)

## Milieu
- Henley zet zich in voor het milieu. Zo richtte hij de non-profitorganisatie Caddo Lake Institute op, voor behoud van en onderzoek naar de natuur. Het Institute maakt deel uit van de Caddo Lake Coalition, die als doel heeft het drasland in Texas te beschermen, waar Don een groot deel van zijn jeugd doorbracht.